# Tadian
Tadian est une municipalité de 4e classe située dans la Mountain Province aux Philippines. Selon le recensement de 2010 elle est peuplée de 20 689 habitants. Tadian était connue sous le nom de Kayan jusqu'en 1959, après que le siège du gouvernement a été transféré au quartier de Tadian.

## Barangays

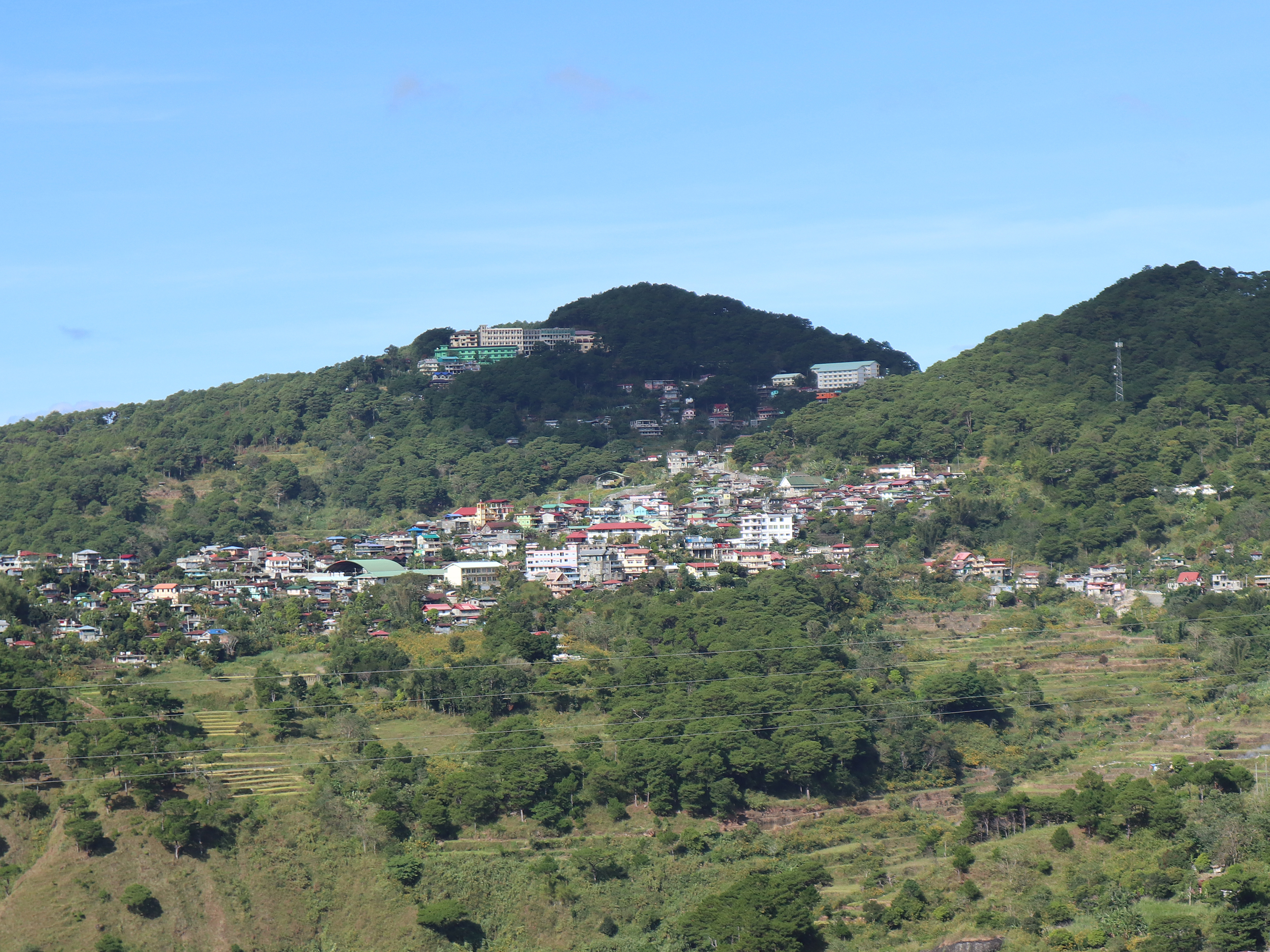
Tadian Poblacion vue sur la montagne, Province des Montagnes

Tadian est divisée en 19 barangays.
- Balaoa
- Banaao
- Bantey
- Batayan
- Bunga
- Cadad-anan
- Cagubatan
- Duagan
- Dacudac
- Kayan East
- Lenga
- Lubon
- Mabalite
- Masla
- Pandayan
- Poblacion
- Sumadel
- Tue
- Kayan West

## Démographie
| Année | Habitants | Évolution |
| ----- | --------- | --------- |
| 1995  | 16 482    | -         |
| 2000  | 18 227    | 10,59 %   |
| 2007  | 17 148    | -5,92 %   |
| 2010  | 20 689    | 20,65 %   |